# Armeniens flagga
Armeniens flagga består av tre horisontella band i rött, blått och orange. Den antogs i dess nuvarande form av Armeniens högsta sovjet genom lag C-0076-1 den 24 augusti 1990, dagen efter självständighetsförklaringen. Proportionerna är 1:2.

## Historik
Flaggan tillkom under Armeniens korta självständighet 1918–1921, och bygger på den armeniska flagga som skapades 1885 vid Armeniska institutet i Venedig. Var proportionerna flaggans 2:3. Under den sovjetiska perioden från 1922 användes flaggor med traditionell sovjetisk utformning. När Armenien lämnade Sovjetunionen 1991 återinfördes den gamla flaggan, men med proportionerna 1:2. Flaggan har samma färger som Nagorno-Karabachs. 

## Färger
Det finns många förklaringar till vad färgerna symboliserar, men en som är brett accepterad är att rött står för blodet som armenierna spillde när de försvarade sitt land, blått står för himlen och orange för landets goda jord. Eftersom den armeniska regeringen inte har fastslagit någon exakt nyans av röd, blå och orange finns två olika versioner av flaggan. Den vanligaste varianten består av ljusare nyanser, medan den lite mer ovanliga flaggan innehåller mer dämpade färger. Tabellen nedan visar RGB-värdena för de olika versionerna av flaggan.
|        | Den vanligare varianten | Den ovanligare varianten |
| ------ | ----------------------- | ------------------------ |
|        |                         |                          |
| Röd    | 217-0-18                | 216-28-63                |
| Blå    | 0-51-160                | 85-117-196               |
| Orange | 242-168-0               | 239-107-0                |

## Användning
Flaggan måste, enligt lag, hissas vid följande offentliga byggnader:
- Presidentens residens
- Parlamentet
- Regeringen
- Domstolar
- Offentliga åklagares kontor
- Armeniens centralbank
- Andra statsbyggnader

## Tidigare flaggor

Artasjisiandynastins flagga 189 f.Kr.-12 e.Kr.
Armeniska institutets förslag till flagga 1885
Ryska Västarmeniens provinsflagga 1915-1918
Transkaukasiska demokratiska federativa republikens flagga 1918
Demokratiska republiken Armenien flagga 1918-1922
Transkaukasiska SFSR:s (Georgien, Armenien och Azerbajdzjan) flagga 1922-1936
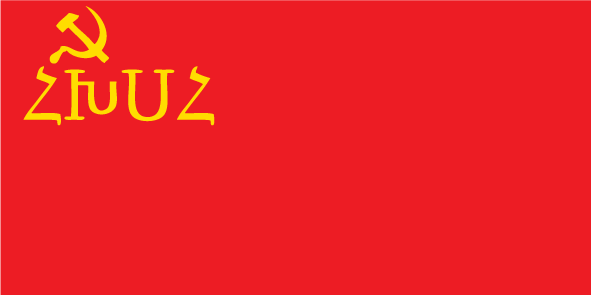
Armeniska SSR:s flagga 1936-1940
Armeniska SSR:s flagga 1940-1952
Armeniska SSR:s flagga 1952-1990